# Bumeralius bucholicus
Bumeralius bucholicus is een vlokreeftensoort uit de familie van de Zobrachoidae. De wetenschappelijke naam van de soort is voor het eerst geldig gepubliceerd in 1982 door Barnard & Drummond.